# 安德烈·克拉馬里奇
安德烈·克拉馬里奇（1991年6月19日—）是一位克羅地亞足球運動員，場上司职前锋，現在效力於德甲球隊賀芬咸，也代表克罗地亚国家队參加国际比賽。

## 俱樂部生涯
2016年1月20日，克拉馬里奇被租借至德甲球隊賀芬咸 。他在1月31日對陣拜仁慕尼黑的比賽中首次亮相。 
2016年5月25日，克拉馬里奇與霍芬海姆簽訂了一份為期四年的合約，轉會費未公開。

## 榮譽

### 國家隊
克羅埃西亞
- 國際足協世界盃亞軍：2018年

### 個人
- 布拉尼米尔大公勋章：2018年

## 外部連結
- Soccerway資料庫：安德烈·克拉馬里奇